# پی‌سی گیمر
پی‌سی گِیمِر (به انگلیسی: PC Gamer) یک مجله بریتانیایی است که از سال ۱۹۹۳ چاپ شده و دربارهٔ بازی‌های رایانه‌ای می‌باشد. این مجله هر ماه و توسط شرکت فیوچر پی‌ال‌سی چاپ می‌شود. پی‌سی گیمر در مناطق مختلف جهان یافت می‌شود اما نسخه‌های بریتانیایی و آمریکایی‌اش پرفروش‌ترین‌ها هستند. این مجله شامل اخبار صنعت بازی‌های ویدئویی، پیش‌بررسی بازی‌های جدید، بررسی بازی‌های جدید و پرطرفدار و دیگر مسائل سخت‌افزاری و اصلاحات می‌شود.